# Сполії

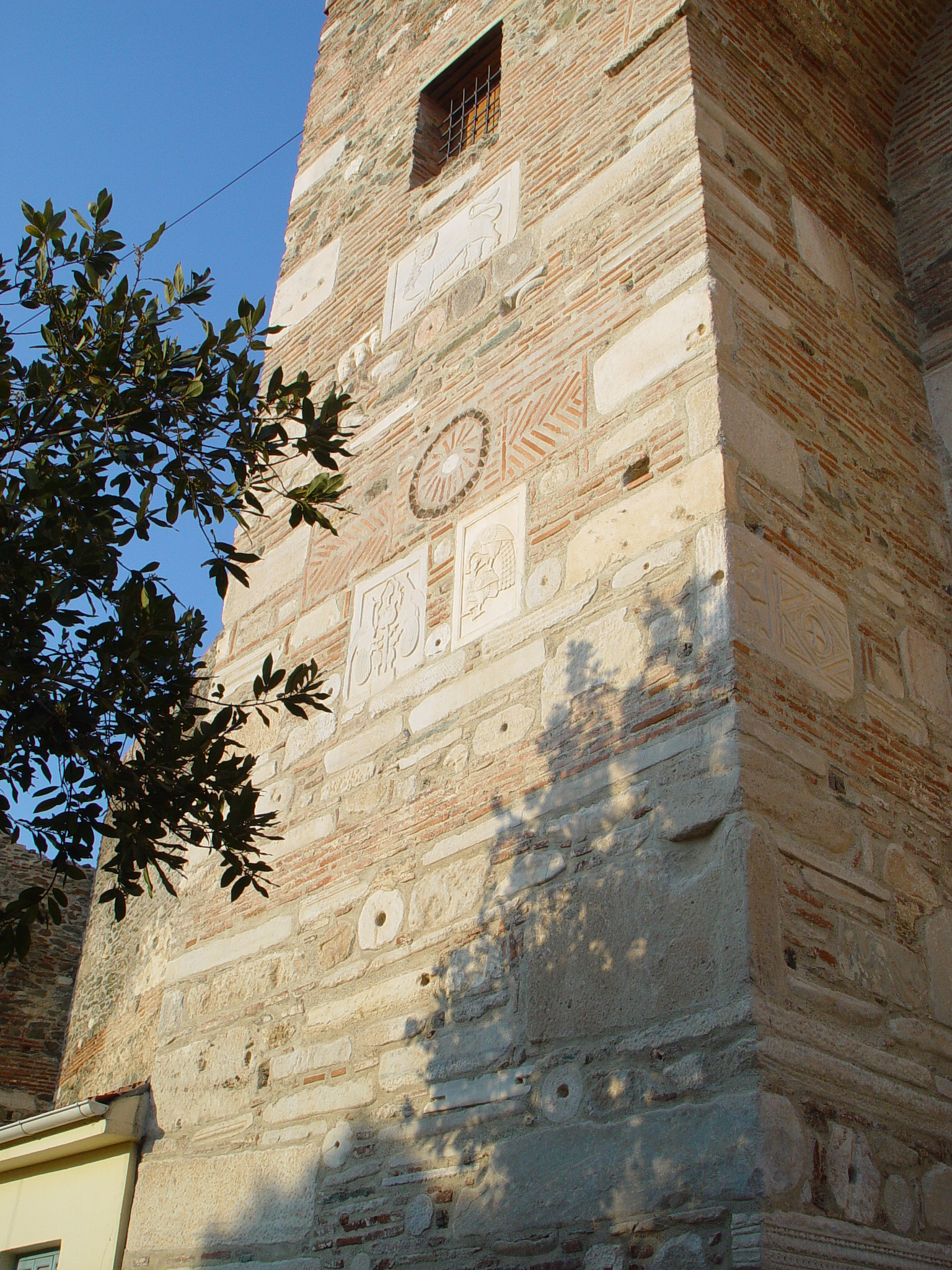
Одна з веж цитаделі Фессалонік. Типовий приклад широкого використання як сполій найрізноманітніших архітектурних та скульптурних об'єктів: колон, надгробків, рельєфних парапетів, кам'яних блоків тощо

Сполії (лат. spolia, букв. «трофей») — архітектурні та скульптурні елементи старих споруд (колони, карнизи, рельєфи, мармурове облицювання, будівельні камені та цегла), які повторно використовувалися в новому будівництві.
Сполії використовувалися в архітектурі Римської імперії пізнього періоду, Візантії, Західної Європи та близькосхідних мусульманських держав доби раннього середньовіччя, тобто регіонів в яких збереглися численні руїни античних міст. Однак найбільш широко практика використання сполій застосовувалася в Візантії. Використання сполій відомо і в деяких пам'ятках давньоруської архітектури. Зокрема, спинка єпископського крісла в синтроні Софії Київської.
Серед дослідників використання сполій пояснюється двома основними мотивами: утилітарними, пов'язаними з бажанням заощадити на матеріалах, особливо дорогому дефіцитному мармурі, та роботі кваліфікованих каменярів, та ідеологічними, пов'язаними з бажанням середньовічних будівельників символічно пов'язати нові споруди з блиском та величчю античної доби.